# Вторая проблема Гильберта
Вторая проблема Гильберта из знаменитых математических проблем, которые Давид Гильберт выдвинул в 1900 году в Париже на II Международном Конгрессе математиков. До сих пор среди математического сообщества нет консенсуса относительно того, решена она или нет. Проблема звучит так: противоречивы или нет аксиомы арифметики? Курт Гёдель доказал, что непротиворечивость аксиом арифметики нельзя доказать, исходя из самих аксиом арифметики (если только арифметика не является на самом деле противоречивой). Кроме Гёделя, многие другие выдающиеся математики занимались этой проблемой.